# Bahnhofstraße (Wismar)

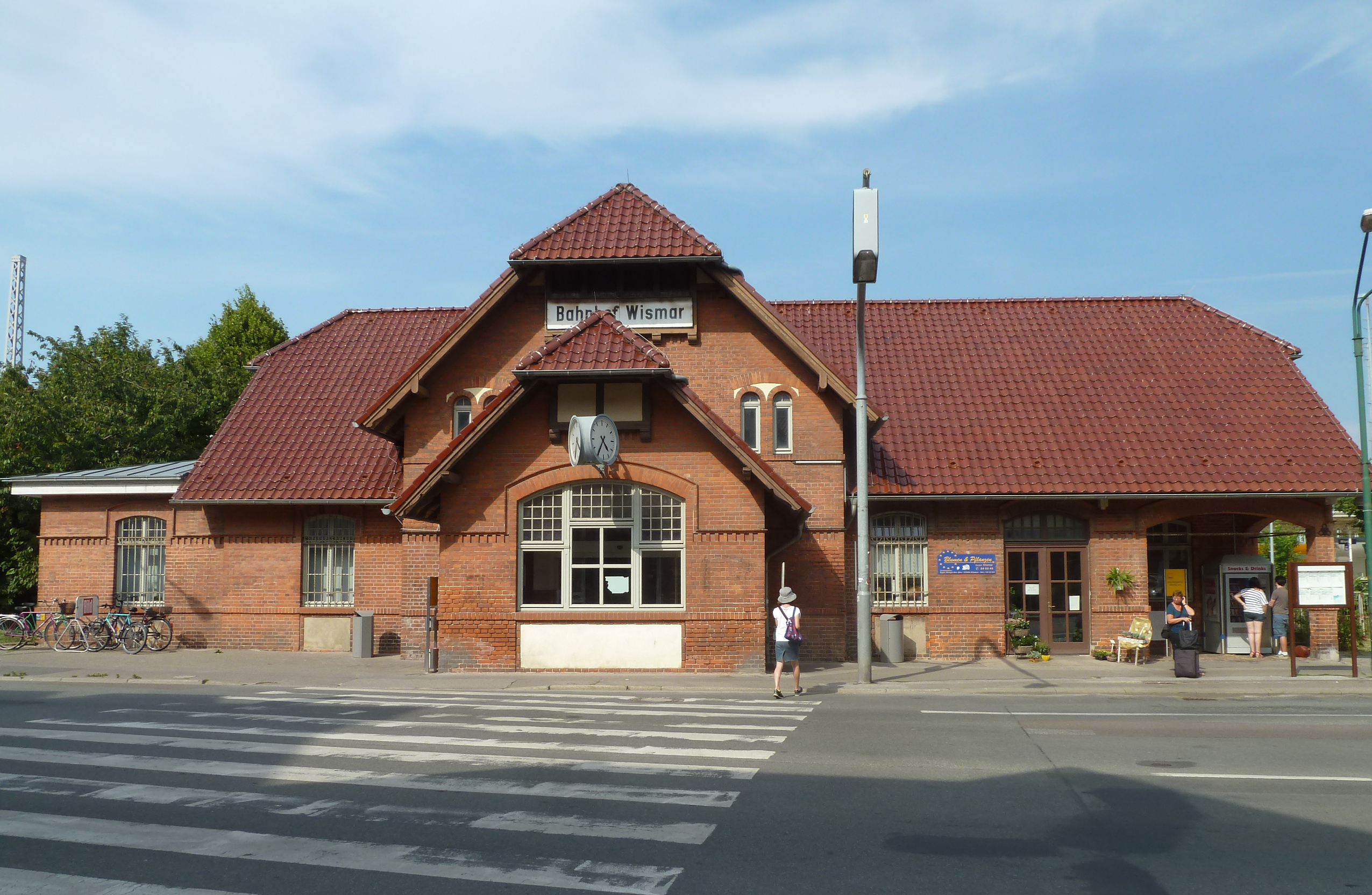
Bahnhof Wismar: Vorgebäude

Die historische Bahnhofstraße liegt in Wismar in der Altstadt die mit dem Alten Hafen unter dem besonderen Schutz der UNESCO stehen, nachdem Wismar 2002 in die Welterbeliste aufgenommen wurde.
Sie führt in Ost- und dann Südrichtung vom Alten Hafen von der Wasserstraße / Am Poeler Tor / Poeler Straße zur Mühlenstraße und Bauhofstraße.

## Nebenstraßen

Wismar zur Zeit der Hanse

Die Nebenstraßen und Anschlussstraßen wurden benannt als Wasserstraße als neue Straße nach dem Abriss der Stadtmauer, Am Poeler Tor nach dem 1870 abgerissenen Stadttor in der Stadtmauer, Poeler Straße nach der benachbarten Insel Poel, Hundestraße 1323 erwähnt aber keine Erklärung für den Namen, Mühlengrube nach der Grubenmühle an der Grube als künstlicher Wasserlauf, Mühlenstraße erwähnt 1272 nach der seit 1371 städtischen Grubenmühle und Bauhofstraße ab 1876 nach dem alten Bauhof.

## Geschichte

### Name
Die Straße wurde 1881 nach dem Bahnhof Wismar benannt.

### Entwicklung

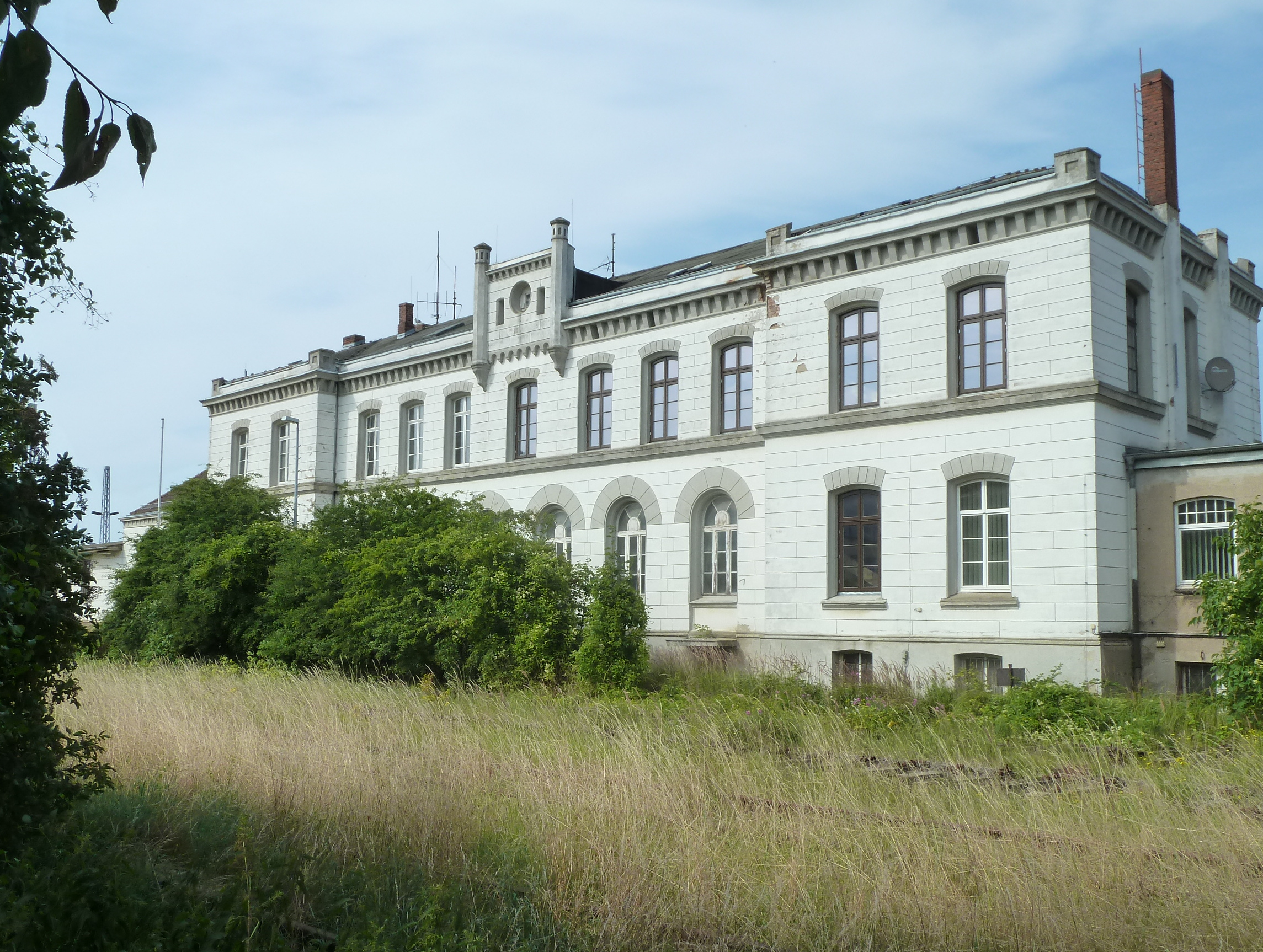
Bahnhof Wismar: Altes Empfangsgebäude

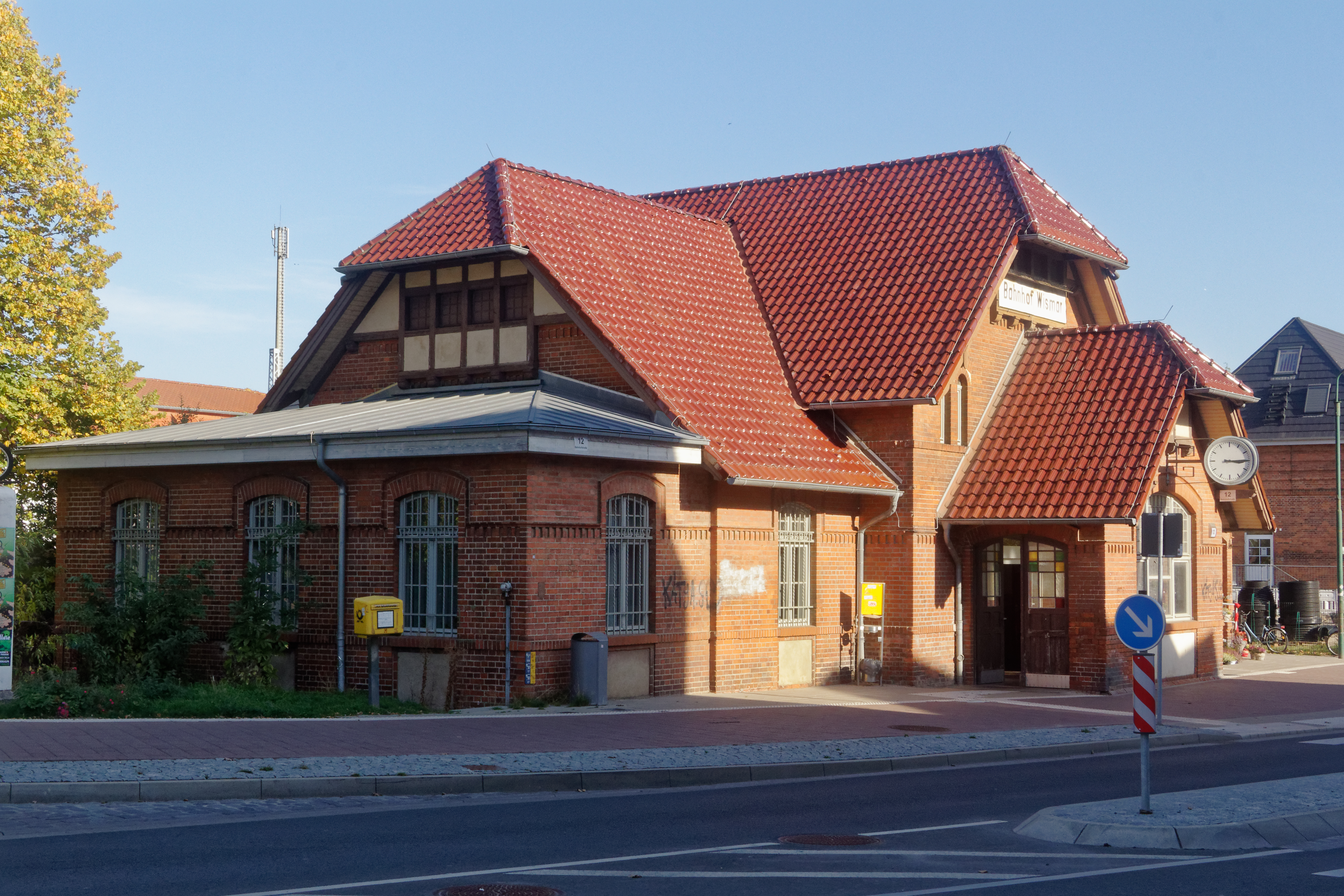
Bahnhof Wismar: Vorgebäude

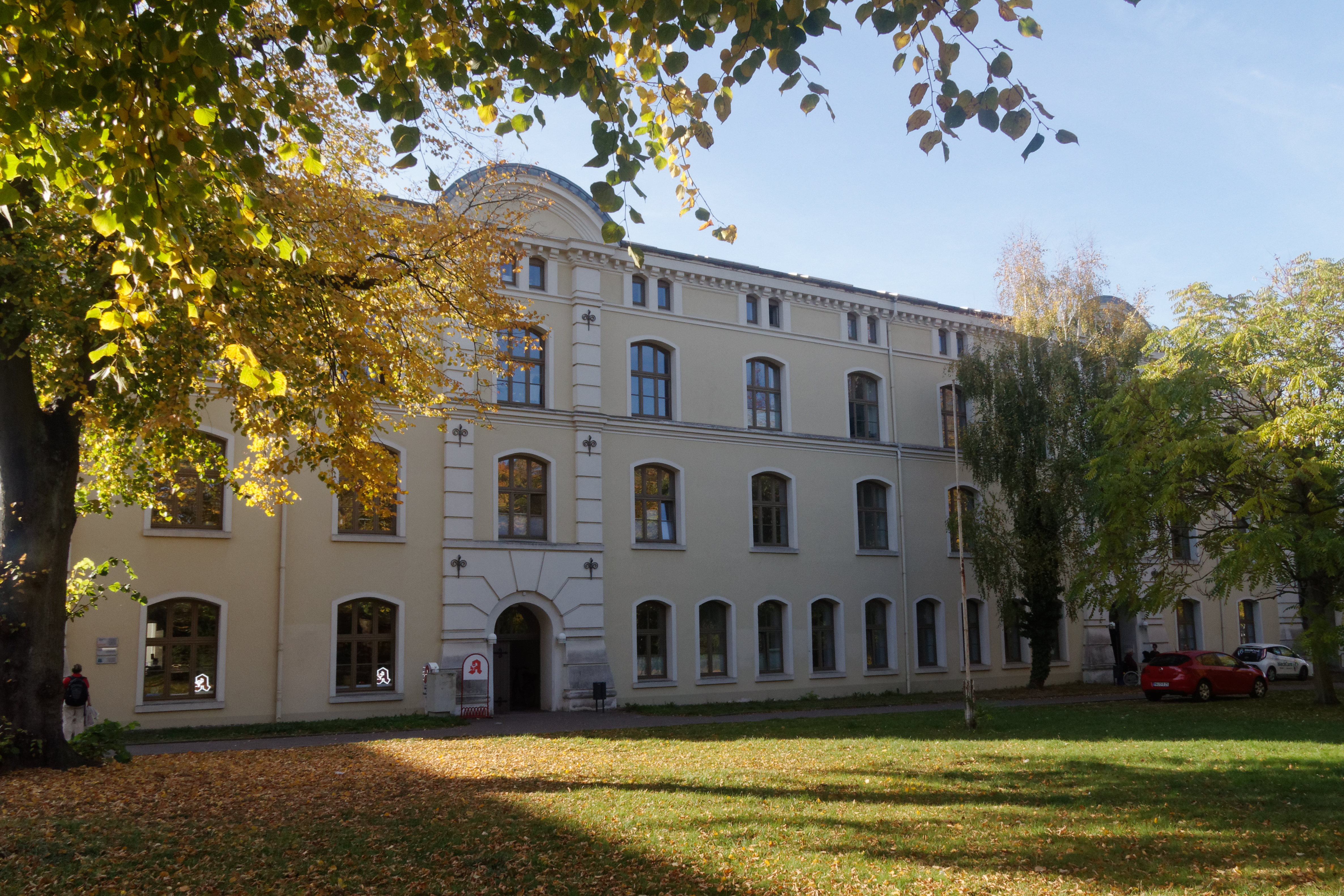
Mühlenstraße Nr. 32: ehem. Provianthaus

Wismar wurde im Mittelalter ein wichtiges Mitglied der Hanse.
1836 wurde in Wismar ein Eisenbahn-Comitee gegründet mit dem Ziel des Baus einer Bahnstrecke von Wismar nach Schwerin, Boizenburg und Hannover. Es entstand aber bis 1846 die Bahnstrecke Berlin–Hamburg und bis 1847 Schwerin–Hagenow. Nach dem Bau der Bahnstrecke Ludwigslust–Wismar wurde an deren Endpunkt ab 1847 ein Bahnhof gebaut mit u. a. einem Lokschuppen und einer Wagenhalle die auch als Empfangshalle diente. 1857 entstand das Empfangsgebäude. Vom Lindengarten führte eine Promenade am Bahnhof vorbei zum Hafen. 1883 wurde die Bahnstrecke Wismar–Rostock eröffnet. Von 1884 bis 1894 wurde die Bahnanlage erweitert. Durch den Bau weiterer Gütergleise geriet der Bahnhof in eine Insellage zwischen den Gleisen und es wurde 1908 ein kleines Vorempfangsgebäude und eine Unterführung für Fußgänger gebaut. Nach der Umgestaltung von 2019 sind Bahnsteige und der Parkplatz nun barrierefrei zugänglich und der alte Personentunnel wurde zugeschüttet.
Ab 1869 wurden Mauern, Türme und Tore der noch bestehenden Stadtmauer abgerissen, um die Stadtentwicklung auch nach Osten zu verbessern. Nach dem Einebnen der Wälle und Gräben entstand eine Straße.
Die Straße entwickelte sich als Teil des äußeren Straßenringes um die Altstadt mit den weiteren Straßen Bauhofstraße, Dr.-Leber-Straße, Dahlmannstraße, Ulmenstraße, Am Hafen und Wasserstraße. Die Bahnhofstraße wurde 2019 erneuert und der Platz zwischen den Gebäuden 2019/20.

## Gebäude, Anlagen (Auswahl)

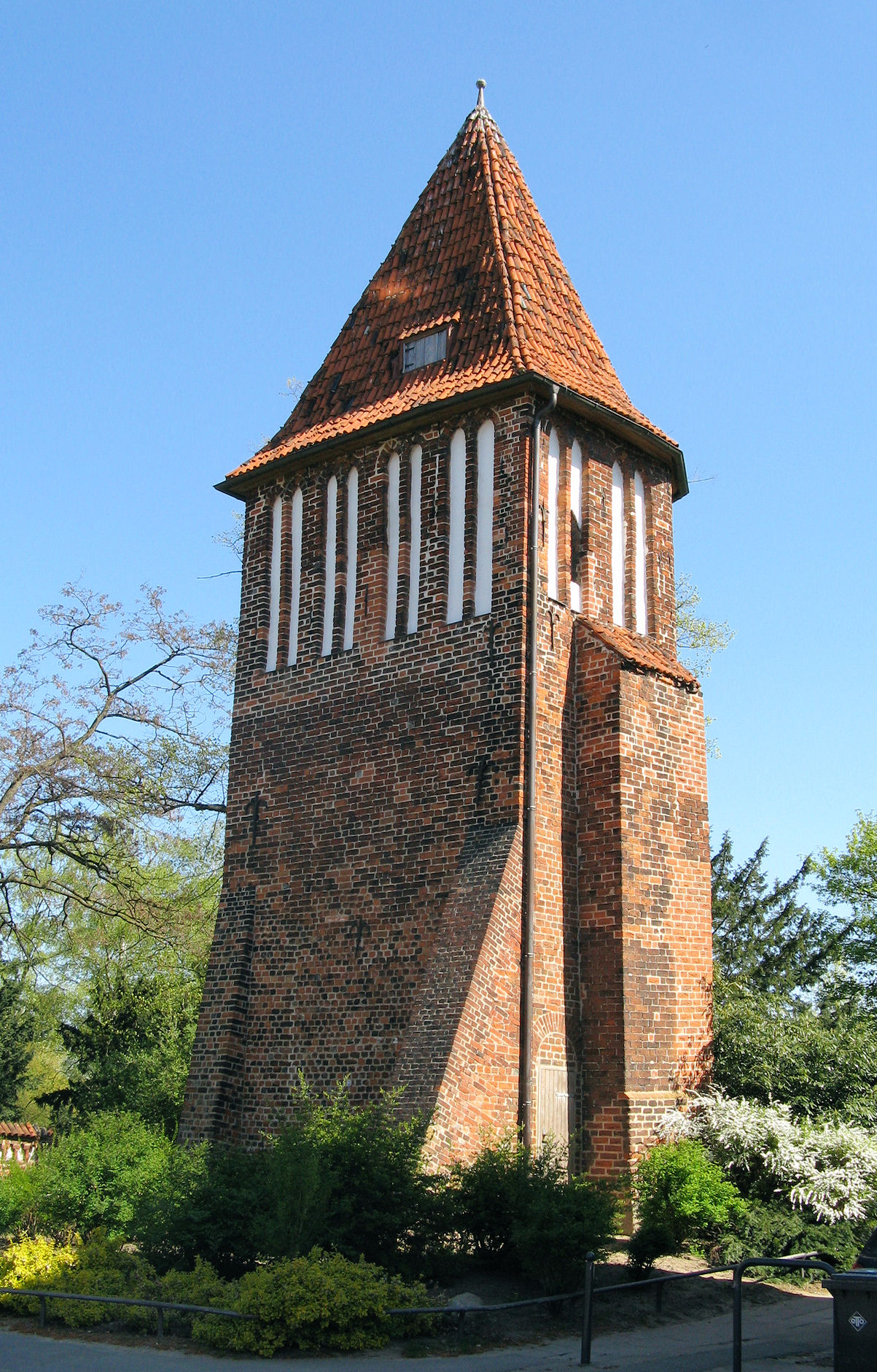
Alter Wasserturm

An der Straße stehen zumeist zwei- bis dreigeschossige Häuser. Die mit (D) gekennzeichneten Häuser stehen unter Denkmalschutz.
- Am Poeler Tor Nr. 5: 3-gesch. ehem. Speicher von nach 1870 (D) mit 4-gesch. markanter Eckausbildung als Zwerchgiebel, einigen erhaltenen mundgeblasenen Fensterscheiben, einer alten Sackrutsche und inneren sichtbaren hölzernen Tragwerkkonstruktionen; bis Anfang der 1990er Jahre als Speicher genutzt, nach Leerstand 2009/10 saniert und umgebaut als Fertigungsstätte von Gassensoren[4][5]
- Nr. 1: 3-gesch. Wohnhaus (D) mit Radverleih, Bistro
- Bahnhof Wismar
  - 2-gesch. 11-achsiges neoklassizistisches altes Empfangsgebäude von 1857 (D) mit kräftigem Gesims und mittigem Aufsatz für die Uhr; um 1894 ausgebaut
  - 1- und 2-gesch. Vorgebäude von 1908 (D) mit Krüppelwalmdach[6]
  - Güterschuppen von 1848 (D)
  - Lokschuppen von 1848 (D)
  - Bahnsteighalle (D)
  - Wasserstation (D)
- Bahnhofsvorplatz von nach 1857; 2019/20 EFRE-gefördert, umgestaltet mit Taxistand, Fahrradabstellanlage, Pkw-Stellplätzen und Arkadengang zwischen den Gebäuden
- Ehemaliges Bahnhofhotel von um 1850/57
- Nr. 12: DB-Reisezentrum Wismar
- Nr. 12a: 2-gesch. verklinkertes Wohn- und Geschäftshaus der 1920er/30er Jahre mit Restaurant Gleisbett
- Kleiner Dreieckplatz Mühlengrube/Bahnhofstraße
- Mühlengrube 27: 2-gesch. verklinkertes Wohnhaus von um 1900
- Mühlengrube Nr. 32: 3-gesch. Eckgebäude mit Bildungszentrum
- Mühlenstraße Nr. 32 mit Hauptfassade zur Bahnhofstraße: 3-gesch. ehem. schwedisches Arsenal und Provianthaus von 1698 (D) mit Mezzaningeschoss und seitl. 4-gesch. klassizistischen Giebel; Umbauten und Sanierungen von 1750, 1882, 1947 und 1995 als Packhaus, Kornspeicher, Kaserne, Poliklinik und Arbeitsamt; heute mit Pflegezentrum, Apotheke und Praxen.[7]
- Lindengarten (D) von 1815 mit bronzener Skulptur Metamorphose von Horst Brühmann und Mühlenbach
- Ehemaliger Alter Wasserturm als früherer Wehrturm aus der zweiten Hälfte des 15. Jahrhunderts (D), der von um 1715 bis 1873 die Stadt mit Trinkwasser versorgte.